# Южна видра
Южната видра (Lontra provocax) е вид бозайник от семейство Порови (Mustelidae). Видът е застрашен от изчезване.

## Разпространение
Разпространен е в Аржентина и Чили.